# Toni Kuivasto
Toni Kuivasto (Tampere, 31 dicembre 1975) è un ex calciatore finlandese, di ruolo difensore.

## Palmarès

### Club

#### Competizioni nazionali
- Coppa di Finlandia: 1

HJK Helsinki: 2000
- Coppa di Norvegia: 1

Viking FK: 2001
- Campionato svedese: 2

Djurgårdens IF: 2003, 2005
- Coppa di Svezia: 2

Djurgårdens IF: 2004, 2005